# Bóris e Glebo
Bóris e Glebo (em antigo eslavo oriental: Борисъ и Глѣбъ; romaniz.: Borisŭ i Glěbŭ; batizados Romano (em antigo eslavo oriental: Романъ; romaniz.: Romanŭ) e Davi (em antigo eslavo oriental: Давꙑдъ; romaniz.: Davydŭ); século X - c. 1015) foram príncipes russos, filhos do grão-duque de Kiev, Vladimir Sviatoslaviche. Na luta destruidora que eclodiu em 1015 após a morte de seu pai, eles foram, segundo a versão oficial, mortos por seu irmão mais velho, Esviatopolco, que mais tarde recebeu o apelido de "Maldito" dos historiógrafos. Bóris e Glebo tornaram-se os primeiros santos russos; foram canonizados como mártires portadores da paixões, tornando-os patronos da Terra Russa e "ajudantes celestiais" dos príncipes russos.
Algumas das primeiras obras da literatura russa antiga são dedicadas à história de Bóris e Glebo: “O Conto” de Jacó Chernorizets e “Leitura” de Nestor, o Cronista. Muitos templos e mosteiros foram construídos em homenagem aos irmãos.